# Banksiamyces katerinae
Banksiamyces katerinae är en svampart som beskrevs av G.W. Beaton 1982. Banksiamyces katerinae ingår i släktet Banksiamyces och familjen Helotiaceae.   Inga underarter finns listade i Catalogue of Life.